# 의선각
의선각(毅禪閣)은 대한민국 충청남도 금산군 남이면 보석사에 있는 건축물이다. 1984년 5월 17일 충청남도의 문화재자료 제29호로 지정되었다.

## 참고 자료
- 의선각 - 국가유산청 국가유산포털